# Idiazabal
Idiazabal is een gemeente in de Spaanse provincie Gipuzkoa in de regio Baskenland met een oppervlakte van 30 km². Idiazabal telt 2.304 inwoners (1 januari 2016).